# Église de Ristikivi
L’église de Ristikivi (en finnois : Ristikiven kirkko) est une église en bois située sur le Partaharju à Pieksämäki  en Finlande.

## Description
Conçue par Jussi Lappi-Seppälä l'église en plein air est construite en 1971.
Elle fait partie du centre d'activité de Partaharju de Centre des garçons et des filles de Finlande (fi).
L'église a des murs en rondin mais n'a pas de toiture, elle peut accueillir 400 personnes.
Le nom de l'église vient d'une grosse pierre trouvée sur place sur laquelle apparaît une croix.
Selon les estimations géologiques la pierre daterait d'environ 1800 millions d'années et serait à cet endroit depuis 10 000 ans.
La pierre set maintenant d'autel.  